# Maladera singhalensis
Maladera singhalensis är en skalbaggsart som beskrevs av Brenske 1898. Maladera singhalensis ingår i släktet Maladera och familjen Melolonthidae. Inga underarter finns listade i Catalogue of Life.